# Sobremodernidad
La hipermodernidad ( supermodernidad ) es un tipo, modo o etapa de la sociedad que refleja una inversión de la modernidad . El hipermodernismo estipula un mundo en el que el objeto ha sido reemplazado por sus propios atributos. El nuevo mundo basado en atributos está impulsado por el auge de la tecnología y aspira a una convergencia entre la tecnología y la biología y, lo que es más importante, la información y la materia . El hipermodernismo encuentra su validación en el énfasis en el valor de la nueva tecnología para superar las limitaciones naturales. Rechaza el esencialismo y en cambio favorece el posmodernismo . En el hipermodernismo, la función de un objeto tiene su punto de referencia en la forma de un objeto en lugar de que la función sea el punto de referencia de la forma. En otras palabras, describe una época en la que el significado teleológico se invierte desde el punto de vista del funcionalismo a favor del constructivismo .

## Hipermodernidad
La hipermodernidad enfatiza una separación hiperbólica entre el pasado y el presente asumiendo que:
1. Los atributos orientados al pasado y sus funciones alrededor de los objetos.
2. Los objetos que existen en el presente solo existen debido a algún atributo útil en la era hipermoderna.

La hipermodernidad invierte la modernidad para permitir que los atributos de un objeto proporcionen aún más individualidad que el modernismo. La modernidad atrapaba la forma dentro de los límites de la función limitada; la hipermodernidad postula que la función ahora está evolucionando tan rápidamente que debe tomar su punto de referencia de la forma misma. Se producen cambios sociales tanto positivos como negativos debido al hiperindividualismo y al aumento de las opciones personales.
La posmodernidad refutó la idea del pasado como un punto de referencia y comisariado objetos del pasado con el propósito de una manera de función. En el postmodernismo, la verdad era efímera tanto como lo era evitar los postulados no falsables. La postmodernidad describió un colapso total de Modernidad y su fe en el progreso y la mejora de la autonomía del individuo.

## Supermodernidad
Si se distingue de la hipermodernidad, la supermodernidad es un paso más allá del vacío ontológico del posmodernismo y se basa en verdades heurísticas plausibles. Mientras que el modernismo se centró en la creación de grandes verdades (o lo que Lyotard llamó " narrativas maestras " o " metanarrativas "), y la posmodernidad estaba empeñada en su destrucción ( deconstrucción ); la supermodernidad opera ajenamente a la meta-verdad. En cambio, los atributos se extraen de los objetos del pasado en función de su relevancia presente. Dado que los atributos son tanto verdaderos como falsos, no es necesario un valor de verdad, incluida la falsabilidad. La supermodernidad selecciona atributos útiles de los objetos modernos y posmodernos para escapar de la tautología posmoderna nihilista. El teléfono con pantalla táctil es un excelente ejemplo de supermodernismo en acción.  . Los autores relacionados son Terry Eagleton After Theory y Marc Augé Non-Places: Introducción a una antropología de la supermodernidad .